# Wychavon
Wychavon es un distrito no metropolitano del condado de Worcestershire (Inglaterra). Tiene una superficie de 663,54 km². Según el censo de 2001, Wychavon estaba habitado por 112 957 personas y su densidad de población era de 170,23 hab/km².